# 清水潔 (フリーライター)
清水 潔（しみず きよし、1941年7月12日 - ）は、フリーライター。

## 来歴
東京生まれ。福岡教育大学卒、世界文化社勤務を経て、フリーライター・エディトリアルデザイナー。
自然図鑑や子供向け科学書の執筆・編集のほか、各紙誌に自然科学と文化の両面から執筆を続ける。

## 著書
- 『インド・ネパール旅の絵本 甦る楽園と地獄』伝統と現代社 1974　のち旺文社文庫
- 『街に煙突があったころ 「もの」で見る風俗20年史』毎日新聞社 1988
- 『漢字のなぞかけ字謎のふしぎ あなたの日本語IQが上がる』実業之日本社 2004

### 共著・監修
- 「なぜだろうなぜかしらえほん」斉藤君子共著 実業之日本社、1980

『かげとあそぶ』武笠昇絵  1980
『きりんのくびはなぜながい』水谷高英,塩井孝絵
『どうぶつのてとあしくらべ』水谷高英絵
『ひかりであそぶ』にしおかたかし絵
- 『クイズ・パズル大作戦』出題 グループS編 実業之日本社 こどもポケット百科 1981
- 『かんさつとしいく図鑑』全6巻　斎藤君子と構成 実業之日本社 1985-88
- 「自然とあそぼう」斎藤君子と構成 実業之日本社　1987

『川や池のいきもの くらしとかいかた』
『虫のかいかた 1 (野山の虫)』
『野草しらべ 1 (家のまわりの野草)』
『虫のかんさつ 町なかの虫たち』
- 『カブトムシ・クワガタ』浜野栄次共監修 実業之日本社 ヤングセレクション　1997
- 『かわいいペットの飼いかた』構成・執筆 実業之日本社 ヤングセレクション 親と子の自然ずかん　1997
- 『くわがたかぶとむしざりがに』企画・構成 実業之日本社 ヤングセレクション 親と子の自然ずかん　1997
- 『くわがたかぶとむしのくらしとかいかた』監修と指導 浜野栄次写真 斎藤君子構成 実業之日本社 かんさつとしいく図鑑 1997
- 『とんぼ・やご くらしとかいかた』監修と指導 実業之日本社 かんさつとしいく図鑑 1999
- 『むし大百科』浜野栄次写真 実業之日本社 ヤングセレクション　1999
- 『ハムスターのかいかた』監修と指導 森岡篤写真 実業之日本社 かんさつとしいく図鑑 2001
- 『はじめての季語 ゼロから始める人の俳句の学校』編著 実業之日本社 2003